# Chi Aquarii
Chi Aquarii (92 Aquarii) é uma estrela na direção da constelação de Aquarius. Possui uma ascensão reta de 23h 16m 50.95s e uma declinação de −07° 43′ 35.3″. Sua magnitude aparente é igual a 4.93. Considerando sua distância de 640 anos-luz em relação à Terra, sua magnitude absoluta é igual a −1.54. Pertence à classe espectral M3III. É uma estrela variável semirregular.